# Грос-Гаглов

Расположение Грос-Гаглова на карте Котбуса

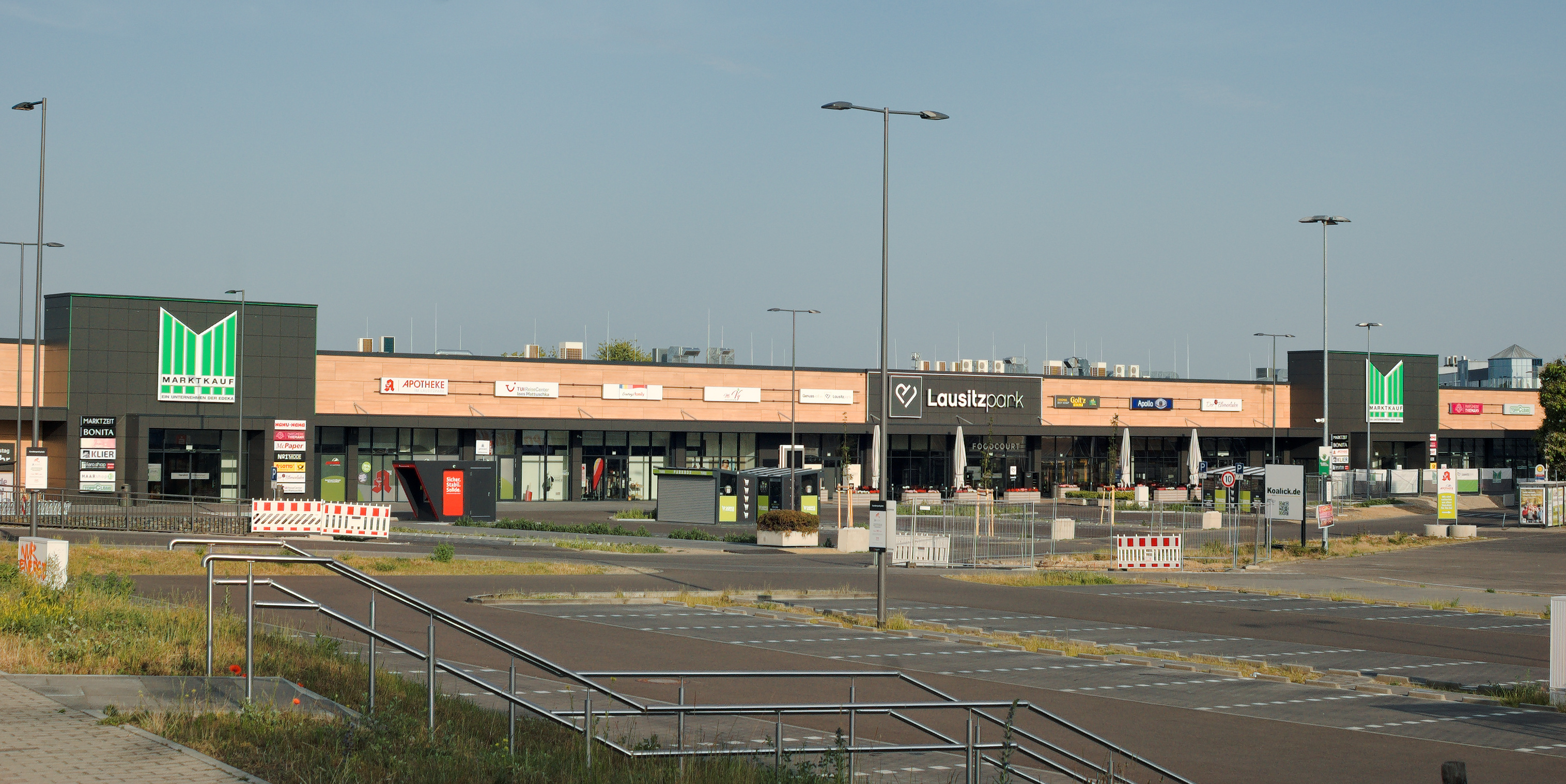
Торговый центр «Lausitz-Park»

Грос-Га́глов или Го́голов (нем. Groß Gaglow; н.-луж. Gogolow) — один из районов Котбуса, федеральная земля Бранденбург, Германия.

## География
Расположен в южной части города. В северной части района проходит автомобильная дорога A15. В северо-западной части района находится торговый центр «Lausitz-Park».
Соседние городские районы: на севере — Заксендорф (Кнорава) и на востоке — Галлинхен (Голынк). Соседние населённые пункты: на юго-западе — деревня Клайн-Осниг (Восеньцк, в городских границах Дребкау) и на западе — деревня Клайн-Гаглов (Гоголовк) района Шпре-Найсе.

## История
Впервые деревня упоминается в 1389 году. С 1446 года деревня принадлежала графскому роду фон Берге. В последующее время имение было собственностью родов фон Байер, фон Забельтиц. С 1570 года усадьба принадлежала роду фон Паннвиц. Последним владельцем из рода фон Паннвиц был генерал-майор Вольф Адольф фон Паннвиц, который продал имение своей сестре. С 1752 года деревня перешла роду фон Лист и позднее — родам фон Массов и с 1788 года — фон Гёршен. Последним владельцем имения с 1929 года был род фон Киттлиц. В 1945 году имение в Грос-Гаглове перешло в собственность государства.
После Венского конгресса деревня перешла в Пруссию. До июля 1952 года находилась в составе района Котбус, потом была передана в район Шпре-Найсе. 26 октября 2003 года после территориально-административной реформы вошёл в городские границы Котбуса в статусе отдельного района.
С 1930 по 1933 года в Грос-Гаглове действовала компания «Jüdische Landarbeit GmbH», которая владела земельным участком в 820 акров и обучала еврейскую молодёжь сельскому хозяйству для их дальнейшего переселения в Бразилию.
В 1957 году в деревне был основан садоводческий кооператив «Gärtnerische Produktionsgenossenschaft» (GPG), который после объединения Германии был преобразован в садоводческую кампанию «Gartenbaubetrieb Floralia».
В настоящее время входит в состав культурно-территориальной автономии «Лужицкая поселенческая область», на территории которой действуют законодательные акты земель Саксонии и Бранденбурга, содействующие сохранению лужицких языков и культуры лужичан.
Историческое серболужицкое наименование:
- Gogolȯw

Исторические варианты немецкого наименования:
- Groß-Gagel
- Groß-Gaglow
- Großgaglow
- Gross-Gaglow

## Население
Официальным языком в районе, помимо немецкого, является также нижнелужицкий язык.
Согласно статистическому сочинению «Dodawki k statisticy a etnografiji łužickich Serbow» Арношта Муки в 1884 году в деревне проживало 462 жителей (из них — 412 лужичан (89 %).
Лужицкий демограф Арношт Черник в своём сочинении «Die Entwicklung der sorbischen Bevölkerung» указывает, что в 1956 году при общей численности в 1217 жителей в Грос-Гаглове проживал один человек, владевший нижнелужицким языком.
| 1884 | 1956 | 2006 | 2007 | 2008 | 2009 | 2010 | 2011 | 2012 | 2013 | 2017 | 2018 | 2019 | 2020 | 2021 |
| ---- | ---- | ---- | ---- | ---- | ---- | ---- | ---- | ---- | ---- | ---- | ---- | ---- | ---- | ---- |
| 462  | 1217 | 1458 | 1432 | 1428 | 1404 | 1384 | 1397 | 1389 | 1385 | 1417 | 1418 | 1433 | 1465 | 1478 |